# Sphaeromeria cana
Sphaeromeria cana là một loài thực vật có hoa trong họ Cúc. Loài này được (D.C.Eaton) A.Heller miêu tả khoa học đầu tiên năm 1900.